# Boeing C-17 Globemaster III
Boeing C-17 Globemaster III, är ett fyrmotorigt militärt transportflygplan som flög för första gången 1991. Namnet Globemaster III är en uppföljning av de tidigare fyrmotoriga militära transportflygplan från flygplanstillverkaren Douglas Aircraft; C-74 Globemaster och C-124 Globemaster II.

## Bakgrund
Under 1970-talet började USA:s flygvapen leta efter en uppföljare till Lockheed Martin C-130 Hercules och utlyste en tävling (Advanced Medium Range STOL Transport, AMST). Boeing och McDonnell Douglas byggde var sin prototyp, kallade YC-14 (Boeing) och YC-15 (McDonnell Douglas). Tävlingen avbröts innan en vinnare kunde utses, men McDonnell Douglas prototyp blev senare grunden för C-17. 
Under 1980-talet fann det amerikanska flygvapnet att man hade ett transportbehov som inte kunde tillgodoses av det vanligast förekommande transportplanet Lockheed C-141 Starlifter, som dessutom började få strukturella problem efter lång och hård användning. 1981 beställde USAF C-17A Globemaster III som en ersättare för Starlifter, men även för användning på uppdrag som tidigare krävt det större transportplanet Lockheed C-5 Galaxy. C-17 flög för första gången den 15 september 1991 från McDonnell Douglas fabrik i Long Beach i Kalifornien. Prototypen och de fem första produktionsplanen användes för att testa flygplanstypens egenskaper vid Edwards Air Force Base nära Los Angeles, Kalifornien. Boeing, som gick ihop i en fusion med konkurrenten McDonnell Douglas 1997, har fortsatt att tillverka och marknadsföra C-17 under eget namn.

## Uppdrag
C-17 är det senaste transportflygplan som används av västerländska flygstridskrafter. C-17 klarar av att både användas som ett strategiskt transportmedel, som kan transportera trupper och utrustning till en krigszon, men även som taktiskt transportplan för att fälla fallskärmssoldater och annan militär utrustning. C-17 kan också användas i humanitära insatser och aeromedicinsk evakuering. Denna flexibilitet förbättrar möjligheten för ägaren eller användaren att göra insatser över stora avstånd. Särskilt eftersom C-17 kan transportera stridsvagnar och övriga tunga pansarutrustningar, eller liknande tungt militärt, civilt eller humanitärt gods, möjliggör flygplanet att brukaren har kapacitet att snabbt kunna anpassa sig efter hur situationen förändras.

## Egenskaper
C-17 kan transportera stor och tung last som tidigare bara kunde transporteras i C-5 Galaxy. C-17 är det första militära transportflygplanet som har ett digitalt styrsystem. Besättningen består av tre man, varav två av de är piloter och en är ansvarig för lasten. Flygplanet är försett med facklor (som är en värmekälla som målsökande robotar söker sig till), som fungerar som ett motmedel mot robotar. 
Med en last på 72 600 kg och på en höjd av 28 000 fot (8500 m) har C-17 en räckvidd på cirka 2400 nautiska mil (nm) (4400 km) utan lufttankning. C-17ER har en utökad räckvidd med samma last, cirka 2800 nm (5200 km), eftersom den har en extra bränsletank. Marschfarten är cirka 450 knop (833 km/h) (0,74 Mach). C-17 kan också lufttankas, vilket gör att räckvidden inte begränsas av bränsletillgången.
Samtidigt kan också C-17A använda mindre flygfält som bara kunnat utnyttjas av transportflygplan som C-130 Hercules. C-17 klarar av att använda flygfält med landningsbanor på 3 000 fot (900 m) med en bredd på 90 fot (27 m). C-17 kan även användas på helt opreparerade ytor, även om detta sällan görs på grund av ökad skaderisk. Motorernas reverseringsfunktion kan användas för att backa flygplanet på en landningsbana eller för att vända (trepunktsvändning).
C-17 har även tryckkabin vilket är till stor nytta vid transport av personal.

### Varianter
C-17 är standardmodellen, C-17ER är en utvecklad modell med längre räckvidd.

## Användare
C-17A, den första modellen togs i bruk 1995 vid USAF 17th Airlift Squadron, Charleston AFB.

### USA:s flygvapen
USA:s flygvapen har 71 st C-17, 67 st C-17ER och 42 st C-17ER på beställning. Flygplanen är stationerade vid:
- Allen C. Thompson Field Air National Guard Base, Mississippi
- Altus Air Force Base, Oklahoma
- Charleston Air Force Base, South Carolina
- Hickam Air Force Base, Hawaii
- March Air Reserve Base, Kalifornien
- McChrod Air Force Base, Washington
- McGuire Air Force Base, New Jersey

### Storbritanniens flygvapen
Storbritanniens flygvapen (RAF) leasade till en början 4 st C-17ER som en korttidslösning för att tillgodose ett omedelbart behov efter förseningar med projektet A400M som förväntas vara tillgänglig år 2009. Med erfarenhet av användningen har RAF beslutat att överta flygplanen och har även 1 st C-17ER på beställning. Flygplanen är stationerade vid:
- RAF Brize Norton utanför London

### Australiens flygvapen
Australiens flygvapen (RAAF) hade ett behov av transportkapacitet och övervägde att köpa 4 st C-17 eller 8 st A400M. Ett av kraven var att flygplanet måste kunna flyga den australiska arméns M1 Abrams-stridsvagnar. Valet föll på C-17 på grund av omedelbar tillgänglighet och att den redan existerar och har kända prestanda, till skillnad mot A400M. RAAF har beställt 3 st C-17ER med en option på 1 st C-17ER till. Flygplanen kommer troligtvis att stationeras vid:
- RAAF Base Amberley, Queensland

### Heavy Airlift Wing
Heavy Airlift Wing är en europeisk flygflottilj som verkat sedan 2009. Flottiljen är förlagd till Pápa Air Base i Pápa, Ungern. Sverige har tillsammans med Finland och 10 andra NATO-länder, köpt in tre flygplan av typen. Flottiljen tillkom genom det europeiska flygsamarbetet Strategic Airlift Capability (SAC), ett samarbete som uppstod för att underlätta transportförmågan hos mindre nationer, som normalt hyr flygplan för längre och tyngre transporter.

## Bilder

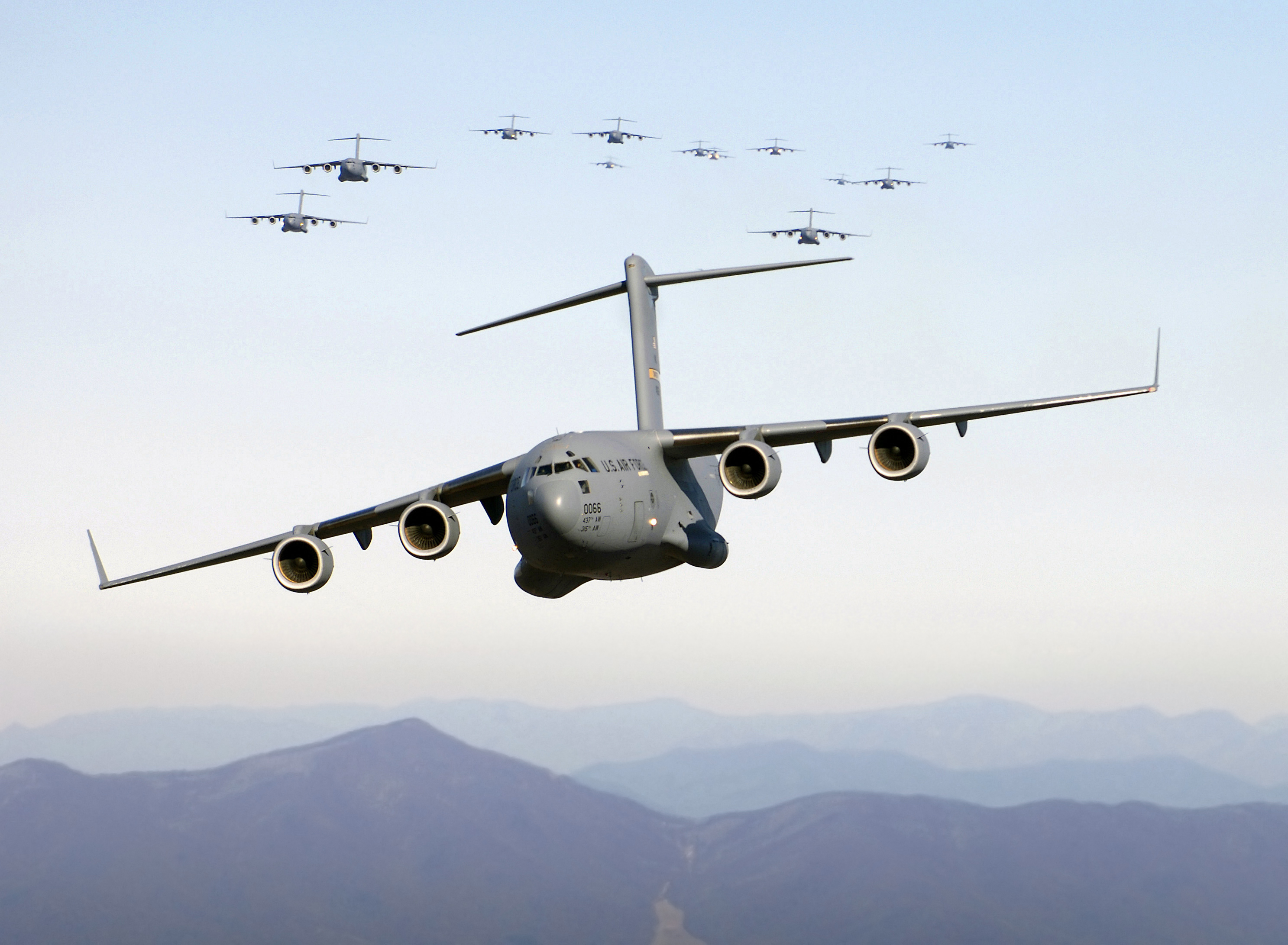
17 stycken C-17 från Charleston AFB flyger i formation under en taktisk övning på låg höjd.
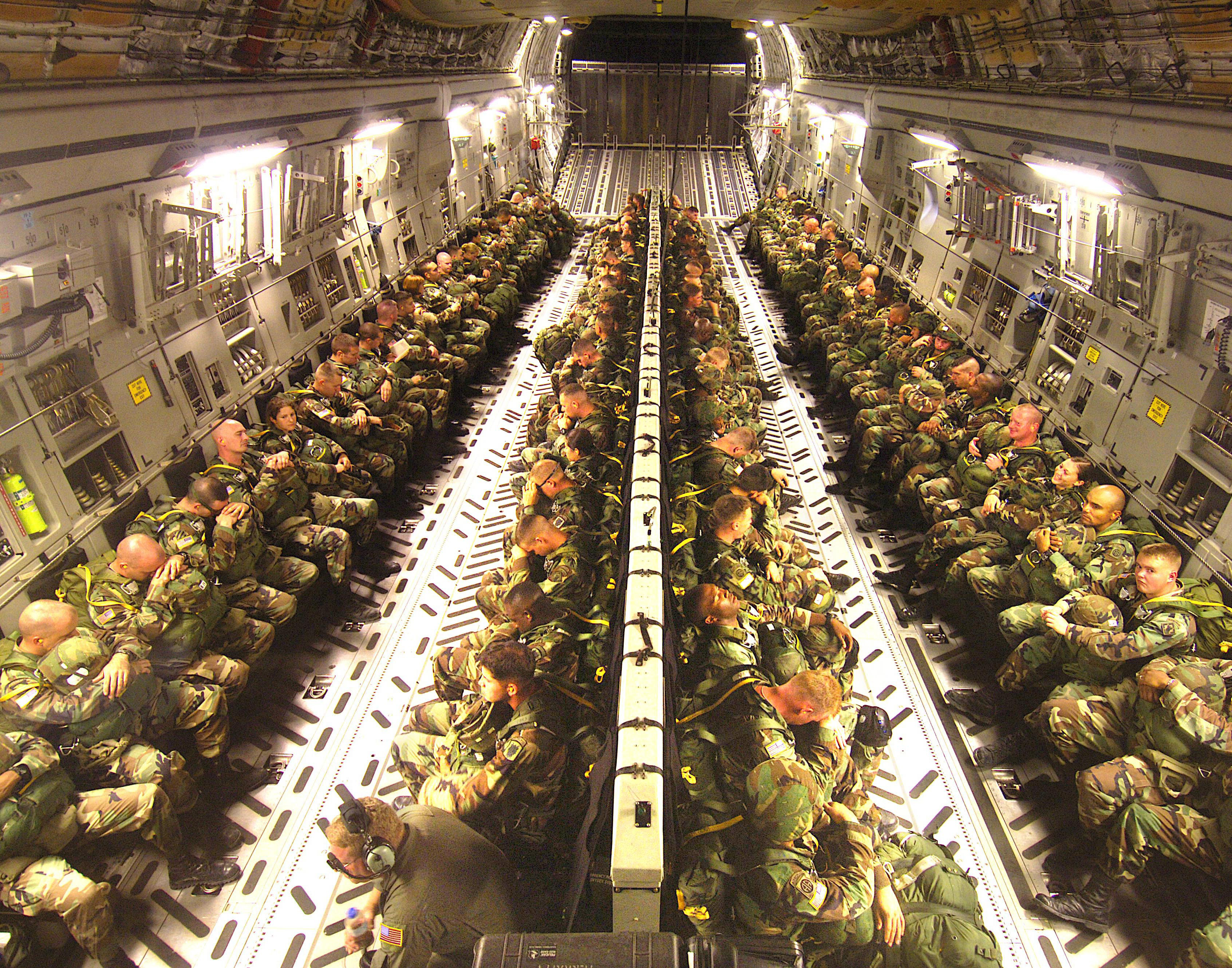
Fallskärmssoldater under övning.
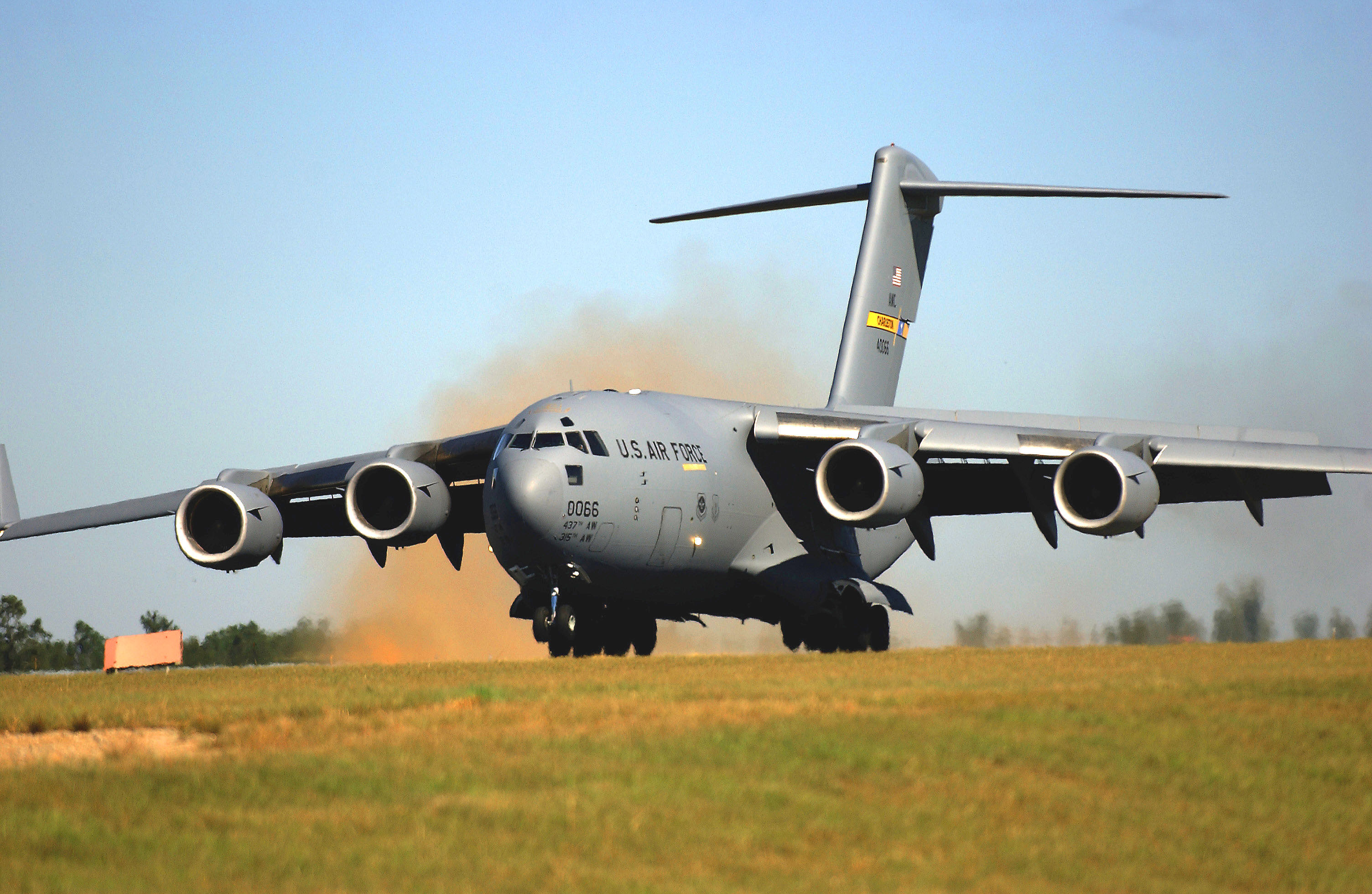
C-17 utför en ”combat landing”.
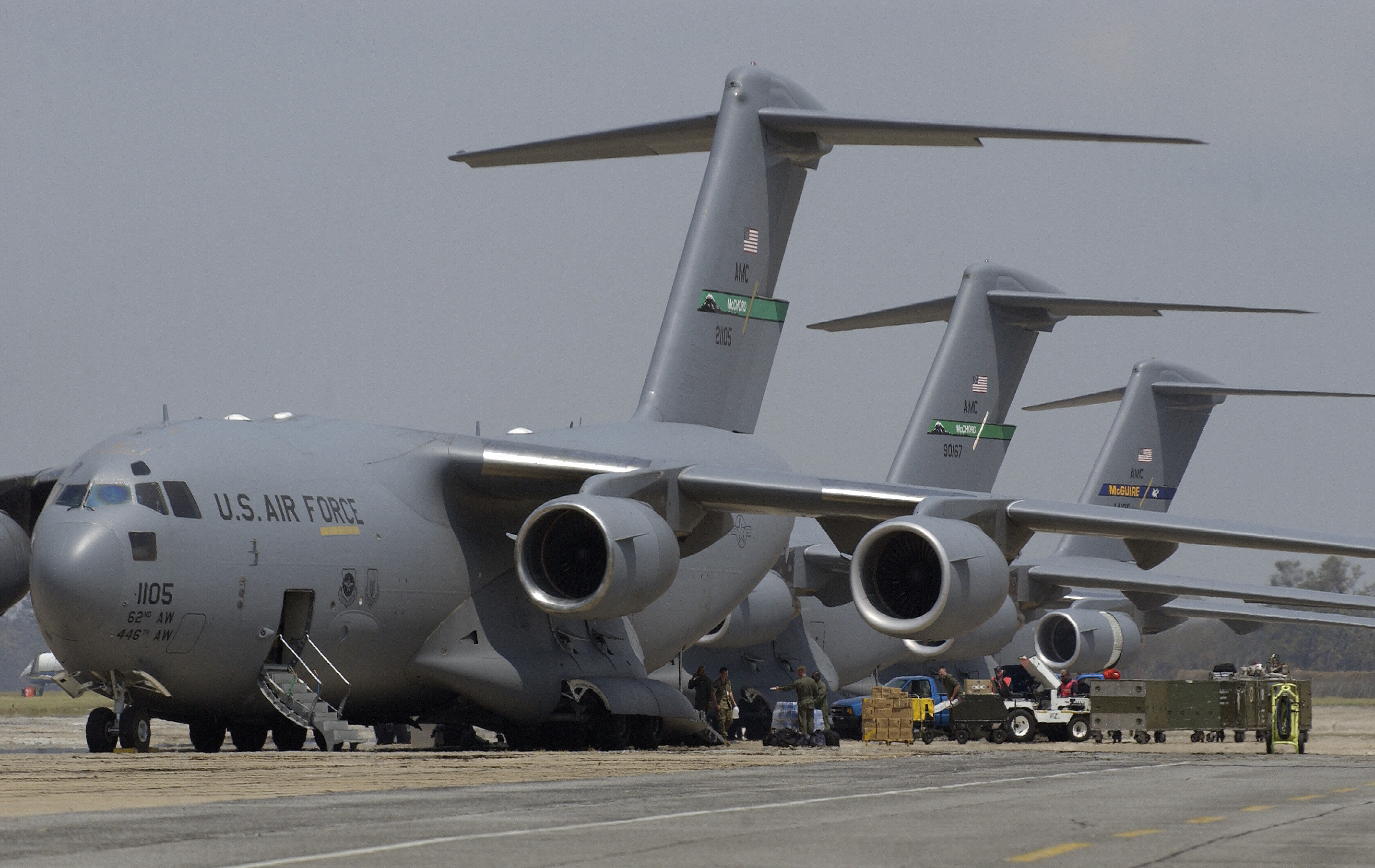
Tre flygplan från USAF lastar av förnödenheter i Mississippi efter Orkanen Katrina 2005.

## Potentiella framtida användare

### Kanadas försvarsmakt
Kanadas försvarsmakt (Canadian Forces - CF) har ett behov att flyga militär utrustning och bidra till humanitära insatser. CF uppges överväga att långtidsleasa eller köpa 3 st C-17. CF:s behov av transporter över långa avstånd har tidigare lösts genom att hyra in kapacitet vid behov, främst flygplan från Antonov, men under den tidiga delen av Kanadas insatser i kriget i Afghanistan under 2001-02 var CF tvungen att förlita sig på USAF:s C-17 för att flyga in militär utrustning.

### Nederländska flygvapnet
Det Nederländska flygvapnet (Koninklijke Luchtmacht) har uttryckt ett intresse att köpa in C-17 som ett komplement till de DC-10/KDC-10:or som man använder för transporter över långa avstånd.

### Tyska flygvapnet
Det tyska flygvapnet (Luftwaffe) anses av vissa ha ett behov av flygkapacitet över långa avstånd med kort varsel. Liksom Sverige fann Tyskland att det efter jordbävningen i Indiska Oceanen 2004 inte fanns flygplan att hyra in, vilket man tidigare gjort när behovet överstigit Luftwaffes kapacitet. Tyskland deltar i projektet Airbus A400M, och uppges överväga leasing av 2-4 st C-17 fram till dess att Airbus A400M blir tillgänglig 2009.

## Användning i militära och humanitära insatser

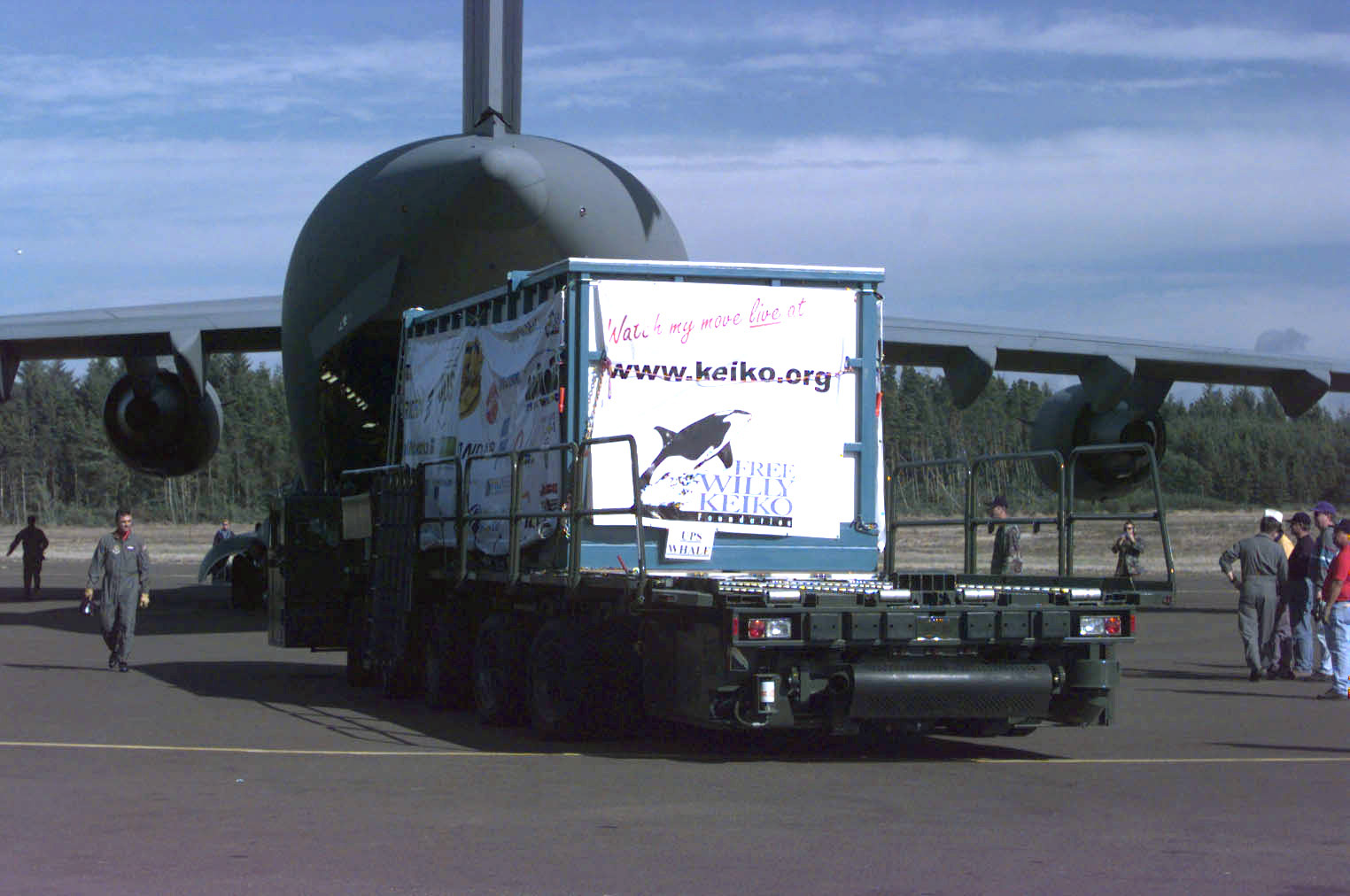
C-17 användes 1998 för att flyga valen Keiko från Oregon i USA till Västmannaöarna på Island för frisläppande.

C-17 användes för att transportera militärt och humanitärt gods vid Operation Enduring Freedom (Afghanistan) och Operation Iraqi Freedom (Irak). Den 26 mars 2003 hoppade 1 000 amerikanska fallskärmssoldater ur den 173:e luftburna brigaden från 15 st C-17 över Bashur i Irak, den största formationsshoppningen av luftburna trupper sedan D-dagen under Andra världskriget.
Efter Orkanen Katrina som drabbade New Orleans under augusti 2005 använde US Air Force C-17 för att flyga in hjälpinsatser. Med dess kombination av hög lastkapacitet, lång räckvidd som utmärkta egenskaper på korta, opreparerade flygfält lämpar sig C-17 väl för att utföra humanitära uppdrag. C-17 kan användas i en kombinerad strategisk-taktisk insats genom att starta i ett land, flyga långa avstånd och sedan landa direkt där behovet finns, även om infrastrukturen har delvis blivit förstörd. De flesta andra långdistansplan (med undantag för flygplan från Antonov) som bygger på civila konstruktioner skulle behöva lasta om eftersom dessa inte är anpassade att starta och landa på opreparerade ytor.